# Hôtel Fieubet

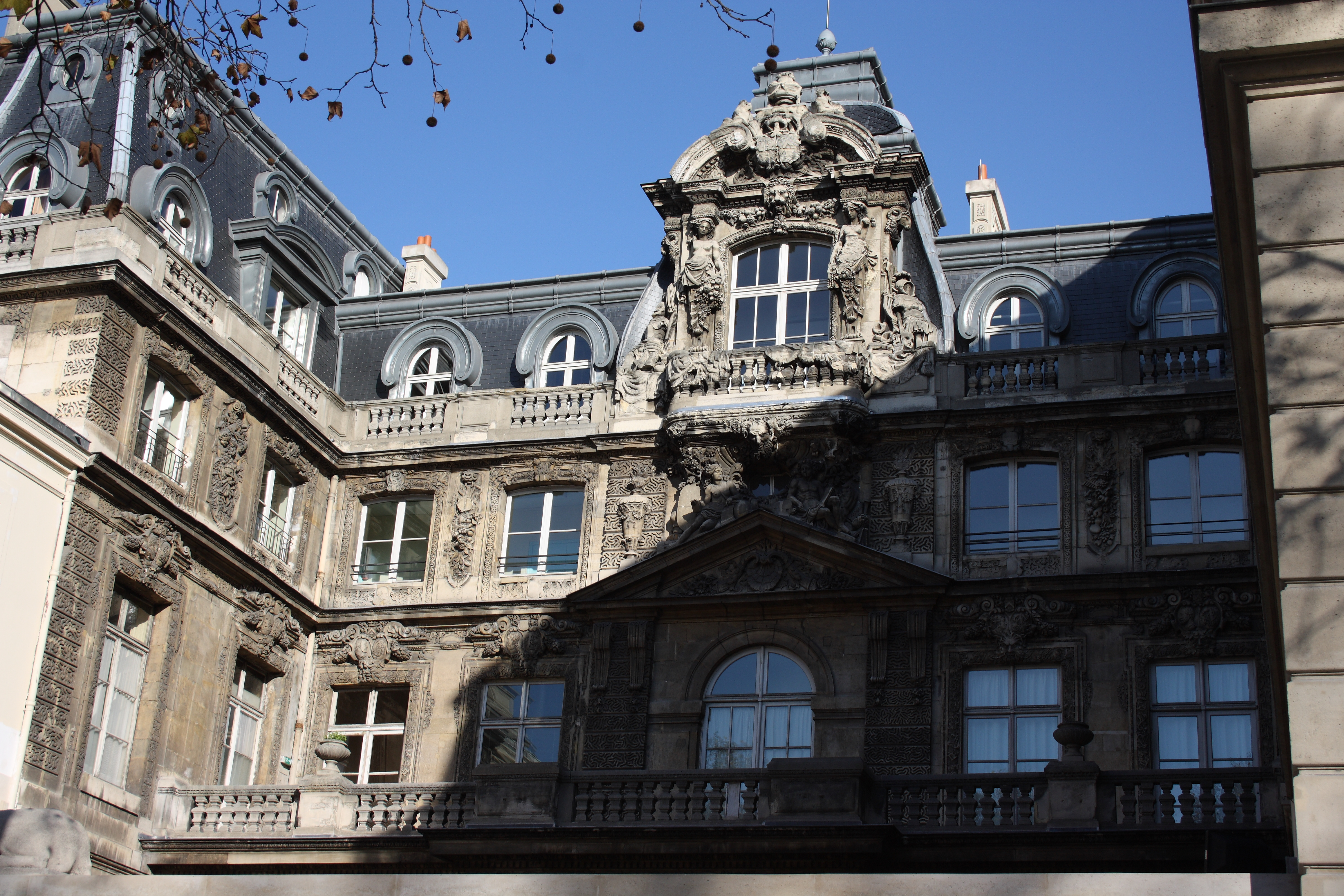
Hauptgebäude des Hôtel Fieubet

Das Hôtel Fieubet ist ein Hôtel particulier im 4. Arrondissement von Paris. Das im 17. Jahrhundert errichtete Gebäude steht am Quai des Célestins Nr. 2. Die Fassade des Hôtel Fieubet ist seit 1928 als Baudenkmal (Monument historique) geschützt.

## Geschichte
Das Hôtel Fieubet wurde für Gaspard de Fieubet, Conseiller d’État des Ancien Régime, nach Plänen des Architekten Jules Hardouin-Mansart unter Miteinbeziehung von Teilen des Vorgängerbaus, des Hôtel d’Herbault, errichtet. 1681 war das Hôtel particulier fertiggestellt. Die zwei Sphinxe am Portal wurden 1685 hinzugefügt. Nach dem Tod von Gaspard de Fieubet erbte sein Bruder Anne das Gebäude. Anfang des 19. Jahrhunderts wurde es für gewerbliche Zwecke genutzt und 1857 kaufte es der Comte de La Valette, der das Gebäude umbauen ließ. Vom ursprünglichen Zustand blieb nur die Fassade erhalten, die überbordend mit Karyatiden, Satyrn, Blumengirlanden und Früchten geschmückt ist. Seit 1877 befindet sich darin die École Massillon, eine Schule der Oratorianer.

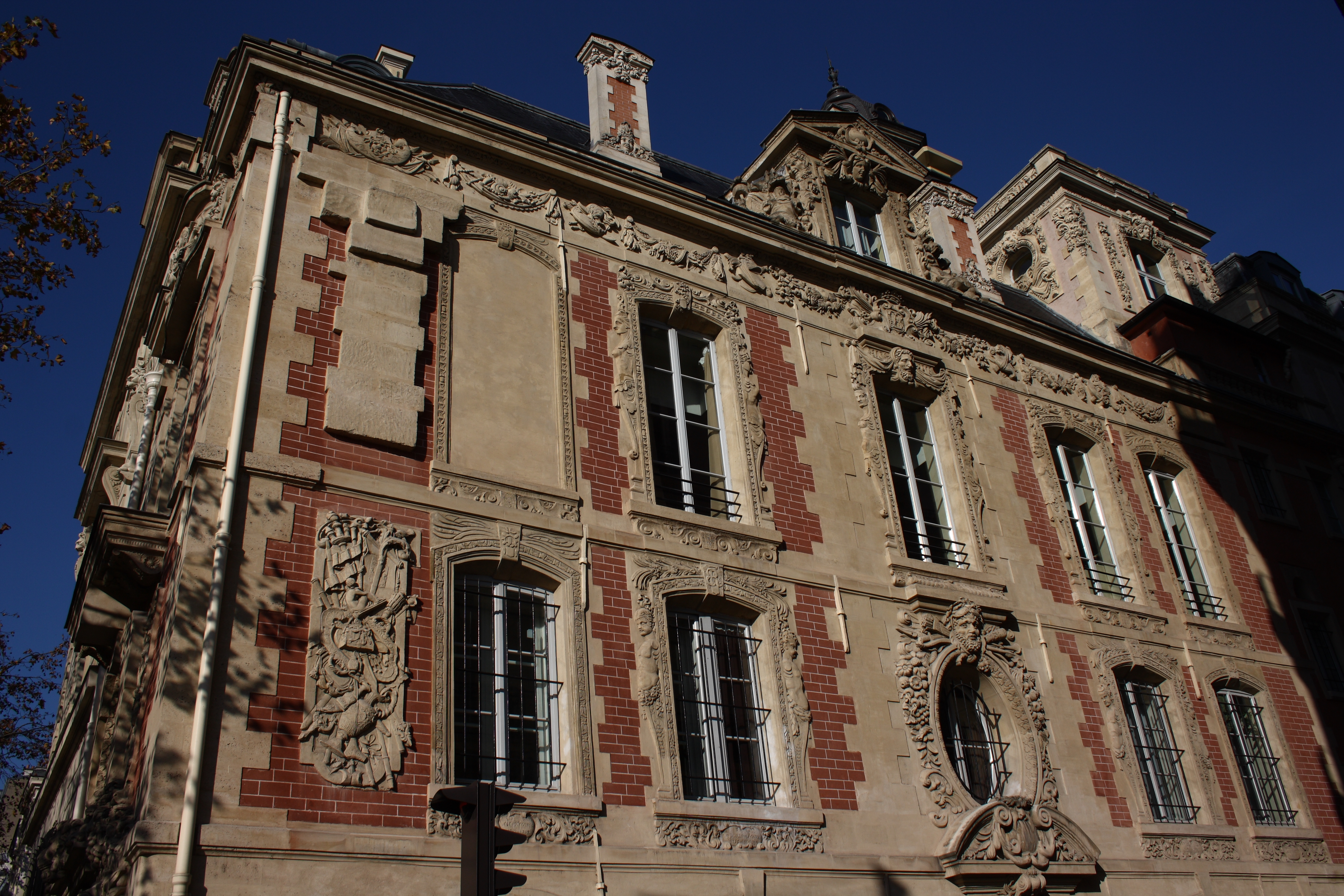
Fassade zur Rue du Petit-Musc
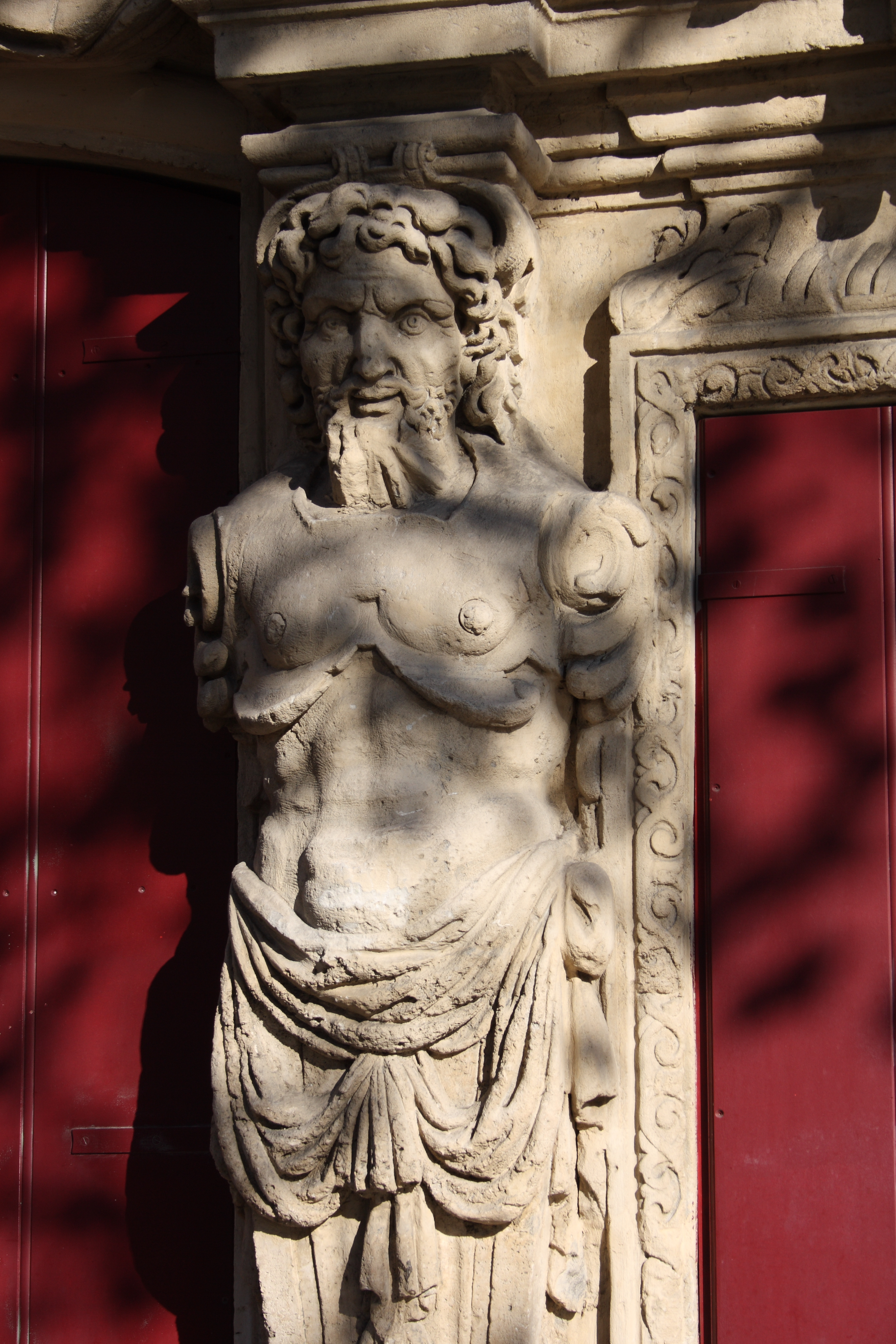
Karyatide
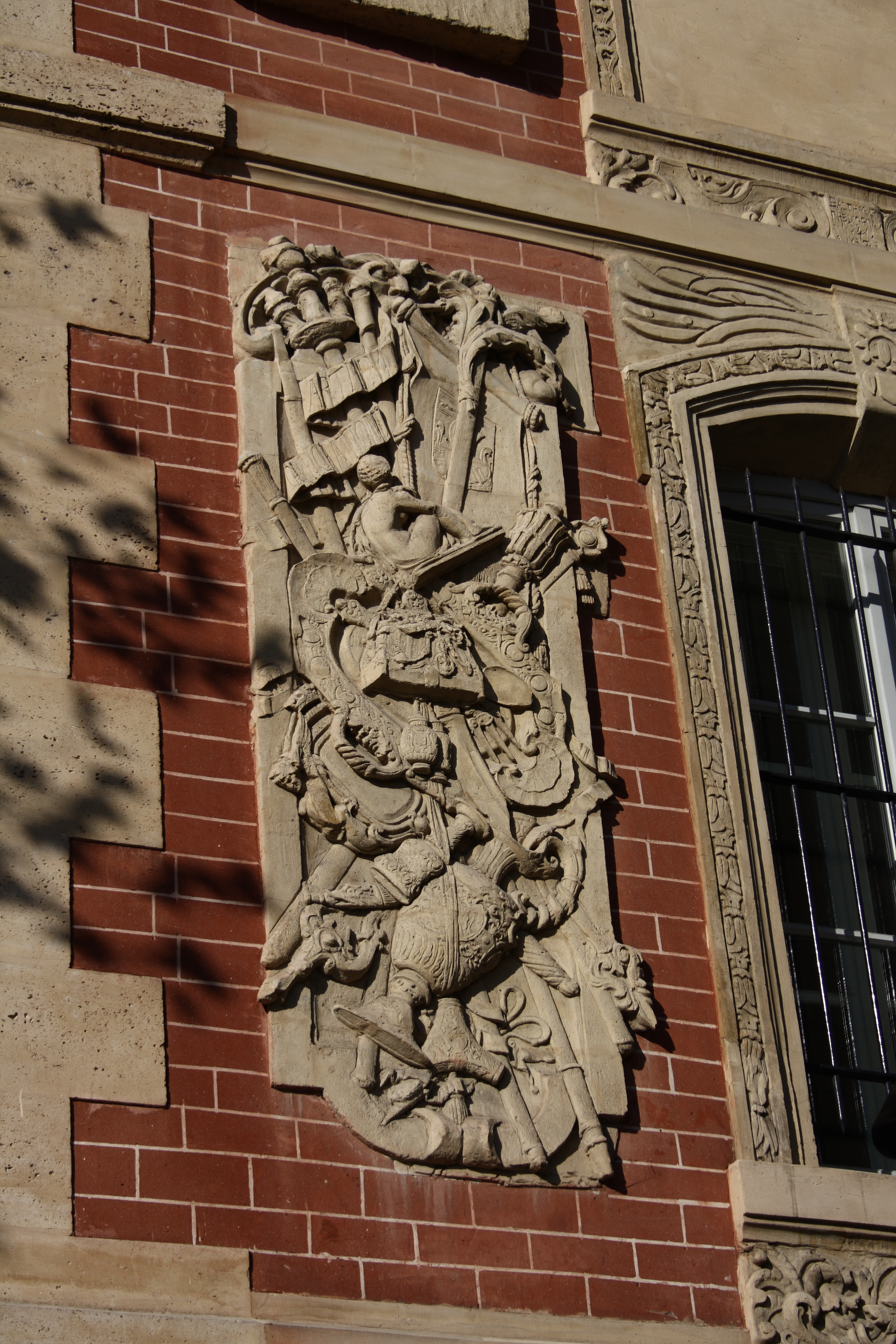
Trophäen
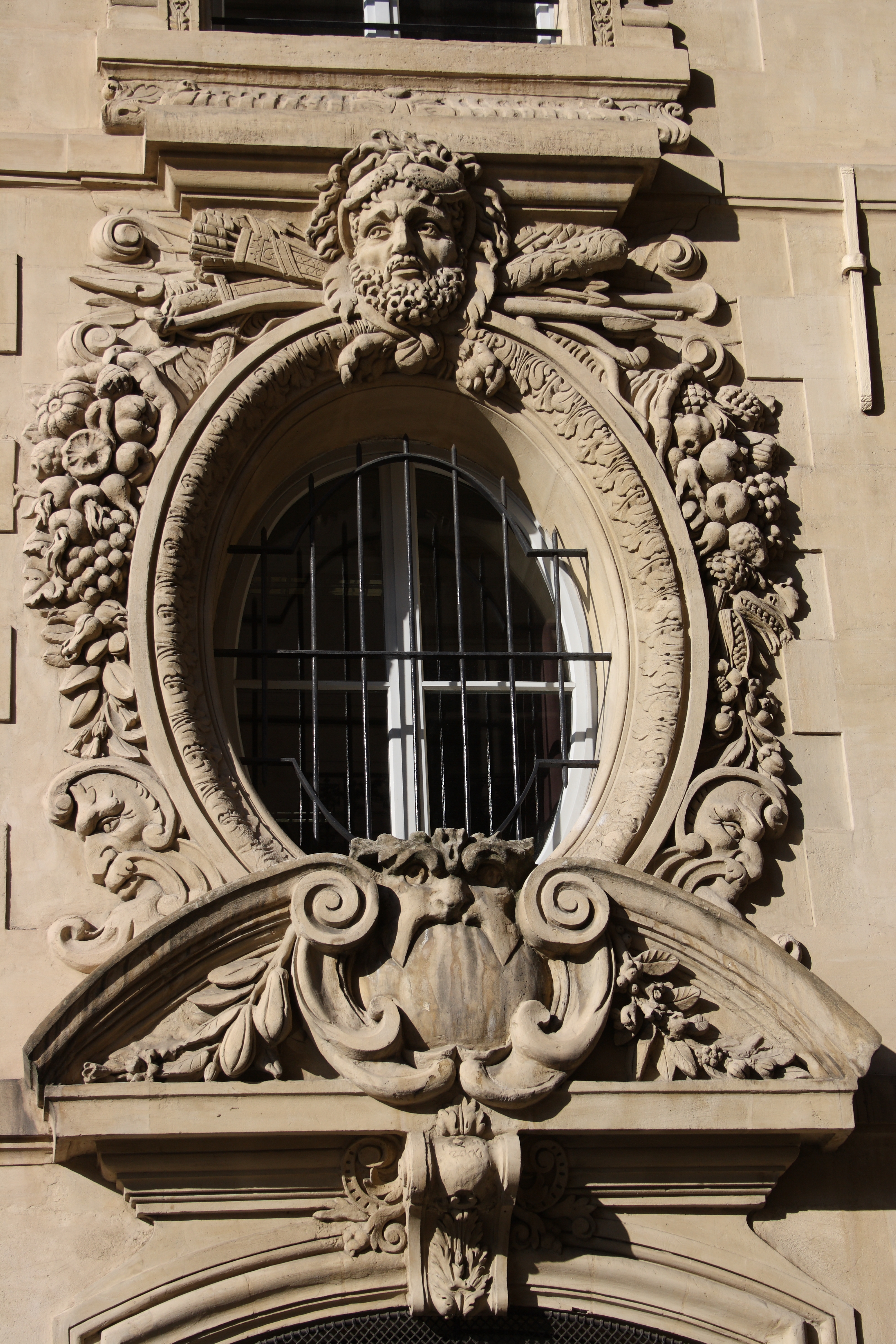
Fensterschmuck